# Pietro Dandini
Pietro (Pier) Dandini (* 12. April 1646 in Florenz; † 26. November 1712 ebendort) war ein italienischer Maler.

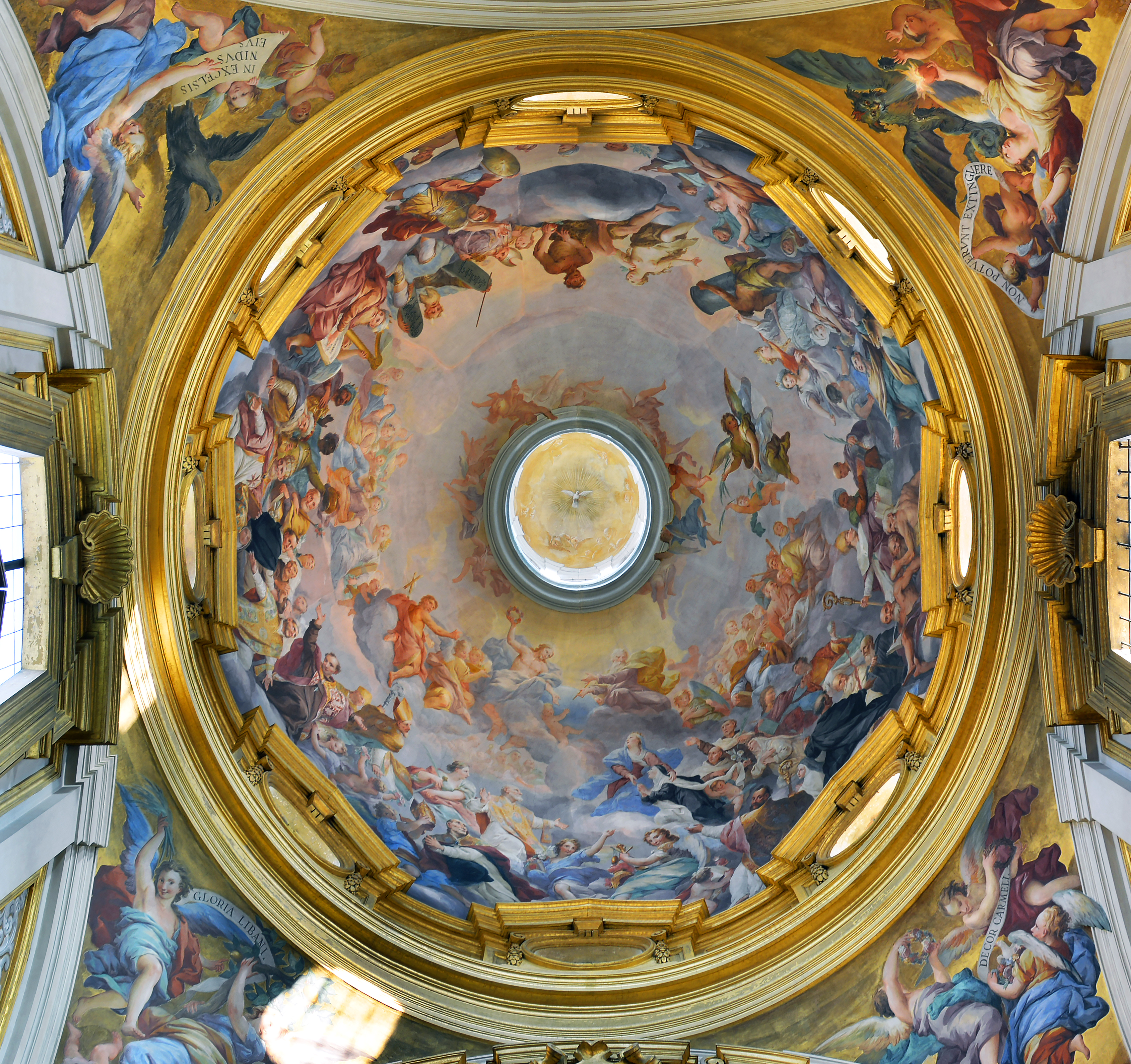
Kuppel von Santa Maria Maddalena dei Pazzi

## Leben
Pietro (oder Pier) Dandini war der Sohn eines Ottaviano und jüngerer Bruder der Maler Cesare und Vincenzo Dandini, und einer der aktivsten Maler des Barock. Die Informationen über sein Leben und Werk stammen größtenteils aus der von Francesco Saverio Baldinucci verfassten Biografie. Seine Ausbildung erhielt er hauptsächlich von seinem Onkel Vincenzo. Eine zweijährigen Studienreise nach Venedig, Modena, Parma und Bologna war für seine Ausbildung von großer Bedeutung. Bei dieser Reise konnte er Tizian, Veronese, Correggio und Carracci studieren und fertige Zeichnungen und Kopien von den Werken dieser Meister an.
In Florenz sind seine Werke in zahlreichen Kirchen der Stadt zu sehen, darunter San Frediano (Fresken in der Kapelle San Bernardo), San Jacopo sopr’Arno (Fresken in den Gewölben), San Giovannino degli Scolopi (Fresken in den Lünetten), Santa Maria Maddalena dei Pazzi (Fresko in der Kuppel der Cappella Maggiore mit der Himmelfahrt der Hl. Maria Maddalena dei Pazzi mit allen florentinischen Heiligen, 1701), Santa Maria Maggiore, San Giovannino dei Cavalieri (Altarbild mit der Enthauptung des Täufers), im ehemaligen Kloster San Francesco de’ Macci.
Weitere Werke befinden sich im Palazzo Corsini, in der Villa La Petraia (Fresken in der Neuen Kapelle), in der Villa Bellavista bei Pistoia (Fresken) und im Palazzo Marchetti im Zentrum von Pistoia mit einer Reihe von allegorischen Fresken: „Allegorie der Malerei“, „Allegorie der Künste“, „Liebe der Tugend“ im Studiolo des Bischofs Giovanni Matteo Marchetti und im Gewölbe der Galerie mit der „Allegorie der Familie Marchetti“. Ebenfalls in Pistoia malte er im Palazzo Gatteschi die Hochzeitsfresken mit fliegenden Puttenpaaren, die sich umarmen oder von Bändern und Blumenranken umschlungen sind, für die 1707 gefeierte Hochzeit von Pistoletto Gatteschi und Maria Francesca Bracciolini; in Pisa ein Altarbild in der Kirche Santa Caterina d'Alessandria; in Prato ein Altarbild von Gott Vater und Heiligen in der Wallfahrtskirche Madonna del Giglio; in Vinci eine Anbetung der Heiligen Drei Könige in der Kirche Santa Croce und in der Kirche Santa Maria Assunta die Apotheose des Hl. Märtyrers Valentin (1703). Ihm werden die Gemälde in den Kapellen des Gartens der Alcantarini in der Nähe der Villa Medici L’Ambrogiana in Montelupo Fiorentino zugeschrieben, die gleichzeitig mit der angrenzenden Kirche und dem dort auf Befehl von Cosimo III. de’ Medici errichteten Kloster entstanden.
Für den Auditor Filippo Luci malte Dandini die Schlacht bei Wien, die von Francesco Saverio Baldinucci mit großer Begeisterung beschrieben wurde, aber von dem großen Gemälde, das sich im Besitz von Luci befand, sind keine Spuren mehr vorhanden. Ebenso unbekannt sind zwei Gemälde mit Szenen aus derselben Schlacht bei Wien im Jahr 1683, die sich bis Anfang des 20. Jahrhunderts in der Villa Bellavista in Borgo a Buggiano bei Florenz befanden und dem großherzoglichen Beamten Marchese Francesco Feroni gehörten, der sie möglicherweise in Auftrag gegeben hatte.
Eine Reihe von Gemälden der Vier Jahreszeiten befindet sich im Palazzo Montecitorio in Rom. Er malte auch Bilder mit ländlichen Szenen. Eines davon befindet sich in Sizilien, in Carruba di Riposto, im Besitz der Calanna und der Marquese Paternò Castello. Die Himmelfahrt der Madonna aus dem 17. Jahrhundert in der Kirche San Pietro in Colle di Val d’Elsa wird Pier Dandini zugeschrieben.
Ein Dandini zugeschriebenes Gemälde, die Anbetung der Könige, befindet sich in der Pinacoteca Civica di Forlì.
Sein Sohn Ottaviano war Jesuit und selbst Maler.